# Tiamat (Band)
Tiamat ist eine schwedische Band, die zu den Begründern des Gothic Metal zählt. Benannt ist das Projekt nach der Urgöttin Tiamat, die eine zentrale Rolle in der babylonischen Mythologie besetzt.

## Geschichte

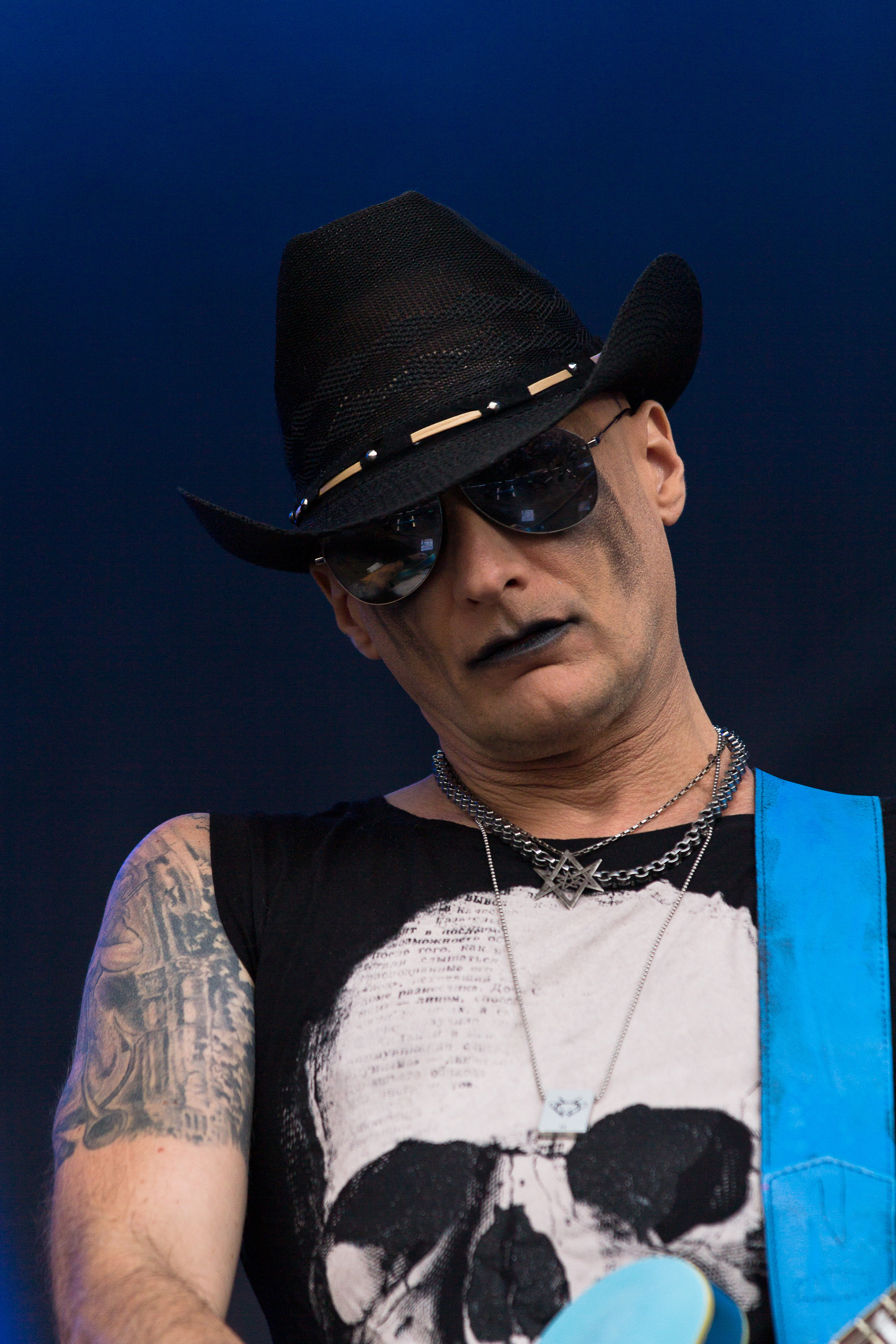
Johan Edlund auf dem Rockharz Open Air 2014

Tiamat entstand aus einer Band mit dem kontroversen Namen Treblinka, der sich auf das Vernichtungslager Treblinka bezog. Unter diesem Namen wurden zwei Demos und eine Single veröffentlicht. Zu diesem Zeitpunkt konnte die Band, deren Gründungsmitglieder Johan „Hellslaughter“ Edlund und Jörgen „Juck“ Thullberg waren und zu der auch Stefan „Emetic“ Lagergren und Anders „Najse Auschwitzer“ Holmberg gehörten, dem Black Metal zugeordnet werden. 1989 änderte Johan Edlund den Namen der Band in Tiamat; 2008 fand ein einmaliges Wiedervereinigungskonzert statt, bei dem die Zwillinge Erik „Tyrant“ und Per „Hellbutcher“ Gustavsson (beide bei Nifelheim) aushalfen. Mit einer neuen Besetzung spielten sie zunächst eine Single ein.
Das erste Album Sumerian Cry erschien 1990 bei dem Label Metalcore, alle darauf folgenden Alben bis 2007 bei Century Media. 1991 tourten Tiamat mit Unleashed, für das 1992er Album The Astral Sleep trennte sich Edlund von Lagergren und Holmberg, welche sich der Death-Doom-Band Expulsion zuwandten. Auch das 1992er-Line-Up bestand nicht dauerhaft und das 1993 erschienene Album Clouds wurde mit veränderter Besetzung aufgenommen und mit erneuter personeller Veränderung in einer Tournee mit Unleashed und Morgoth promoted. Für die Tour engagierte Edlund den ehemaligen Sorcerer-Bassisten Johnny Hagel. Im Juni 1993 nahmen Tiamat Sleeping Beauty – Live in Israel in Tel Aviv auf und veröffentlichten die EP im darauffolgenden Jahr. Die durch The Astral Sleep und Clouds zunehmend dem aufstrebenden Gothic Metal zugerechneten Tiamat gaben weitere Konzerte mit Paradise Lost und Voodoocult. 1994 schrumpfte die Band zu einem Duo und Edlund nahm Wildhoney erneut mit dem Grip-Inc.-Gitarristen Waldemar Sorychta auf, der bereits die beiden Vorgänger produziert hatte. Das deutlich von Pink Floyd beeinflusste Album wurde durch eine US-Tour mit Type O Negative vermarktet und durch eine Single, deren B-Seite den Pink-Floyd-Song When You’re In beinhaltete, ergänzt. 1995 gingen Tiamat als Support für Black Sabbath auf eine Großbritannientournee.

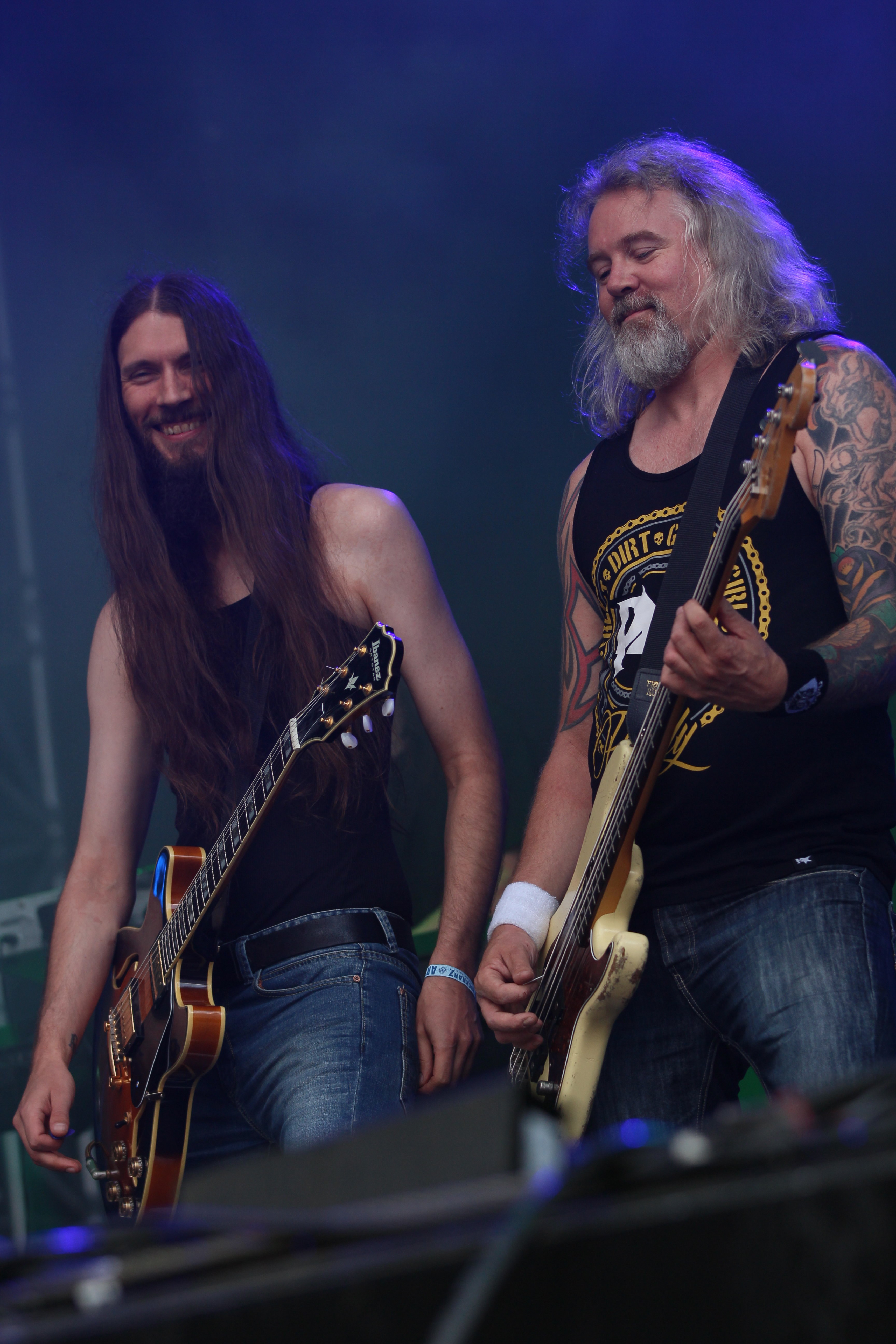
Roger Öjersson und Anders Iwers auf dem Rockharz Open Air 2014

Im Laufe der Bandgeschichte wurden nahezu sämtliche Posten mehrfach umbesetzt, während die Band mit weiteren populären Interpreten ähnlicher musikalischer Ausprägung wie Anathema und Tristania weitere Tourneen beging. Zwischenzeitlich war Tiamat keine echte Band mehr, sondern eher ein Solo-Projekt von Johan Edlund, der mit seiner deutschen Lebensgefährtin in Dortmund lebte und arbeitete. Johans Partnerin hat in einigen Stücken Gesangsparts übernommen. Mittlerweile lebt Edlund in Thessaloniki in Griechenland, und trotz der Entfernung zu seinen schwedischen Musikerkollegen ist die Bandstruktur wieder gefestigter. Außer Edlund, der neben Gesang, Gitarre und Keyboards nach wie vor für den überwiegenden Teil des Songwritings verantwortlich ist, waren Anders Iwers (Bass) und Lars Sköld (Schlagzeug) an den letzten Veröffentlichungen beteiligt, die auch als feste Besetzung das Live-Tourprogramm bestreiten. Neu hinzu kam Thomas Wyreson (Gitarre) im Jahr 2006.
Im Juni 2007 unterschrieben Tiamat beim deutschen Label Nuclear Blast. Das Album mit dem Titel Amanethes erschien dort am 2. Mai 2008. Ebenfalls im Jahr 2008 wurde The Ark of the Covenant, ein Box-Set, veröffentlicht, das sämtliche Alben und Singles von Tiamat, die bei Century Media erschienen, sowie die DVD The Church of Tiamat enthält. Im Herbst 2008 verließ Wyreson die Band. 2012 erschien mit The Scarred People ein neues Album der Band, das laut Johand Edlund „samtiger“ ausfiel als der Vorgänger Amanethes.
Im Frühjahr 2014 gab Band-Gründer Johan Edlund bekannt, dass er Tiamat hauptsächlich aus gesundheitlichen Gründen verlassen werde. Zwar werde er noch die für Sommer 2014 angekündigten Konzerte bestreiten, danach jedoch nicht mehr als Sänger und Gitarrist zur Band gehören. Edlund stellte es den verbleibenden Bandmitgliedern Iwers, Sköld und Öjersson frei, die Band ohne seine Beteiligung fortzuführen. Im Juni 2015 teilte Johan Edlund über Facebook mit, dass es doch eine Fortführung der Band unter seiner Beteiligung geben soll.

## Stil
Handelte es sich bei den Treblinka-Aufnahmen und dem Debüt Sumerian Cry noch um eher typische Black-/Death-Metal-Aufnahmen dieser Zeit, so war The Astral Sleep mit Chören, Keyboards und stellenweise unverzerrten Gitarrenparts auf einem deutlichen Weg in eigenständiges musikalisches Terrain. Für Edlund sind aber auch die neueren Alben wegen der Texte noch als Black Metal zu klassifizieren.
Auf Clouds rückten Melodien und atmosphärische Klänge noch stärker in den Vordergrund, eine Abkehr vom Death Metal der früheren Tage zeichnete sich hier bereits deutlich ab, Einflüsse aus dem Gothic Rock waren deutlich hörbar.
Auf dem vierten Album Wildhoney wurde der atmosphärische Death Metal durch Naturgeräusche (etwa Vogelgezwitscher) und psychedelische Elemente erweitert. In der Fachpresse wurden häufig Vergleiche zu Pink Floyd gezogen, und auch Edlund selbst gab an, dass er und der Bassist Johnny Hagel sich an Bands wie Pink Floyd und King Crimson orientierten; auf der Gaia-Single findet sich mit When You’re In auch ein Pink-Floyd-Coversong. Die Death-Metal-Elemente wurden mit dem Erfolgsalbum Wildhoney konsequent zurückgeschraubt und sind seit dem Nachfolgealbum A Deeper Kind of Slumber gar nicht mehr vorhanden. Dagegen wurden auf A Deeper Kind of Slumber bisweilen exotische Instrumente eingesetzt. So ist auf dem Album eine Sitar zu hören, die von Sami Yli-Sirniö gespielt wird. Dazu bedient Johan Edlund auf diesem Album neben seinen üblichen Parts noch ein Theremin.
Nach der sehr experimentellen, von psychedelischen und sphärischen Einflüssen geprägten Phase von A Deeper Kind of Slumber wandelte sich die Musik von Tiamat zu einer Mischung aus Gothic Rock und Gothic Metal; der Stil auf dem Nachfolger Skeleton Skeletron erinnert stärker an Bands wie Joy Division und The Sisters of Mercy als an Pink Floyd.
Heute zählt Tiamat zusammen mit z. B. Paradise Lost zu den Begründern der Musikrichtung Gothic Metal.
Auf dem Album Amanethes griff die Band wieder Black- und Death-Metal-Einflüsse auf.

## Bezüge zum Satanismus
Johan Edlund bekennt sich in Interviews offen zum Satanismus. Seine Aussagen zur Bedeutung und den Inhalten des Satanismus für seine Person weichen zum Teil stark voneinander ab: 1992, zu Zeiten des Albums Clouds, bezeichnete er die umgedrehten Kreuze „als Symbole. Sie bedeuten nicht, dass ich ein Teufelsanbeter bin, Blut trinke und Jungfrauen opfere.“ Er trage das umgedrehte Kreuz seit seiner Jugend, dies habe sich damals gegen die Gesellschaft gerichtet. „Wenn ich in meinen Texten ‚Satan‘ erwähne, dann ist das nur ein Wort, das man auf verschiedene Weise auslegen kann. Der Teufel als dunkle Seite meiner Person – und Gott als die helle.“ „Auf Clouds beschäftige ich mich auch mit der hellen Seite, da ich nicht nur ‚böse‘ bin.“ Später äußert sich Edlund anders: Für ihn stehe Satan repräsentativ für die Wahrheit, seine Ansichten zum menschlichen Kern vergleicht er mit denen von Aleister Crowley. Dessen Gedicht The Pentagram vertonte Tiamat auf dem Album Prey, auf dem auch weitere Inhalte sich auf Crowley beziehen.

## Diskografie

### Studioalben
| Jahr | Titel Musiklabel                       | Höchstplatzierung, Gesamtwochen, AuszeichnungChartplatzierungen (Jahr, Titel, Musiklabel, Platzierungen, Wochen, Auszeichnungen, Anmerkungen) | Höchstplatzierung, Gesamtwochen, AuszeichnungChartplatzierungen (Jahr, Titel, Musiklabel, Platzierungen, Wochen, Auszeichnungen, Anmerkungen) | Höchstplatzierung, Gesamtwochen, AuszeichnungChartplatzierungen (Jahr, Titel, Musiklabel, Platzierungen, Wochen, Auszeichnungen, Anmerkungen) | Anmerkungen                             |
| Jahr | Titel Musiklabel                       | DE | AT | SE | Anmerkungen                             |
| ---- | -------------------------------------- | --- | --- | --- | --------------------------------------- |
| 1990 | Sumerian Cry CMFT Productions          | — | — | — | Erstveröffentlichung: 7. Juni 1990      |
| 1991 | The Astral Sleep Century Media         | — | — | — | Erstveröffentlichung: 1. September 1991 |
| 1992 | Clouds Century Media                   | — | — | — | Erstveröffentlichung: 2. Dezember 1992  |
| 1994 | Wildhoney Century Media                | DE29 (9 Wo.)DE | — | — | Erstveröffentlichung: 25. Oktober 1994  |
| 1997 | A Deeper Kind of Slumber Century Media | DE29 (5 Wo.)DE | AT22 (6 Wo.)AT | SE39 (2 Wo.)SE | Erstveröffentlichung: 12. August 1997   |
| 1999 | Skeleton Skeletron Century Media       | DE19 (6 Wo.)DE | AT47 (2 Wo.)AT | SE56 (2 Wo.)SE | Erstveröffentlichung: 11. August 1999   |
| 2002 | Judas Christ Century Media             | DE28 (3 Wo.)DE | — | SE52 (1 Wo.)SE | Erstveröffentlichung: 30. April 2002    |
| 2003 | Prey Century Media                     | DE83 (1 Wo.)DE | — | — | Erstveröffentlichung: 27. Oktober 2003  |
| 2008 | Amanethes Nuclear Blast                | DE69 (1 Wo.)DE | — | SE13 (2 Wo.)SE | Erstveröffentlichung: 27. Mai 2008      |
| 2012 | The Scarred People Napalm Records      | DE62 (1 Wo.)DE | — | SE11 (1 Wo.)SE | Erstveröffentlichung: 2. November 2012  |

### Weitere Alben
- The Musical History of Tiamat / Wild Live (Best-of-Album/Live-CD, 1995)
- Commandments (Best-of-Album, 2007)
- Wildhoney / Wild Live (2007)
- The Ark of the Covenant (Box-Set, 2008)

### Singles, EPs
- A Winter Shadow (1990), Single
- The Sleeping Beauty – Live in Israel (1994), Live-EP
- Gaia (1994), Single
- Cold Seed (1997), Single
- Brighter Than the Sun (1999), Single
- For Her Pleasure (1999), Single
- Vote for Love (2002), Single
- Cain (2003), Single

### Videoalben
- The Church of Tiamat (2006), DVD